# 山崎俊巳

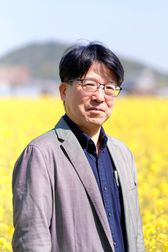

山崎 俊巳（やまざき としみ、1960年5月10日 - ）は、日本の総務官僚。総務大臣秘書官や、内閣官房内閣審議官等を経て、総務省大臣官房総括審議官兼初代公文書監理官を務めた。
退官後、宇部市政策アドバイザー、美波町参与、京丹後市ICT戦略アドバイザー。

## 人物・経歴
埼玉県深谷市出身。埼玉県立熊谷高等学校を経て、1984年東京工業大学（のちの東京科学大学）経営工学科卒業。1986年同大学大学院総合理工学研究科経営工学専攻修了、郵政省入省、通信政策局政策課政策係。1988年科学技術庁長官官房総務課法令係長。1992年海老名郵便局長。1993年郵政省大臣官房人事部管理課課長補佐。1995年郵政省大臣官房秘書課課長補佐。1996年郵政省放送行政局衛星放送課課長補佐。1997年郵政省大臣官房総務課課長補佐。2000年郵政大臣秘書官。
2001年総務大臣秘書官。2003年総務省郵政行政局総合企画室長。2006年株式会社クレディセゾン経営本部部長・カード事業本部部長。2008年総務省情報流通行政局郵政行政部貯金保険課長。2009年内閣府消費者庁設立準備室参事官。2011年消費者庁総務課長。2012年総務省総合通信基盤局衛星移動通信課長。2013年郵便貯金簡易生命保険管理・郵便局ネットワーク支援機構総務部長兼貯金部長。2015年総務省大臣官房会計課長。2016年総務省大臣官房企画課長。
2017年内閣官房内閣審議官、内閣官房まち・ひと・しごと創生本部事務局次長、内閣府地方創生推進事務局審議官。国立国会図書館支部総務省図書館長を経て、2018年総務省大臣官房総括審議官（広報、政策企画（主）担当）、電気通信紛争処理委員会事務局長。2019年には新設された総務省大臣官房の初代公文書監理官及び消防庁長官付を併任した。
2020年日本生命保険相互会社法人顧問、宇部市政策アドバイザー、美波町参与、京丹後市ICT戦略アドバイザー、一般社団法人エコロジー・カフェ理事、一般社団法人PHR普及推進協議会顧問、一般社団法人ナショナルパークス・ジャパン顧問、一般社団法人量子ICTフォーラム エグゼクティブアドバイザー、デジタルハリウッド大学特任教授、株式会社ドッツアドバイザー。2021年iYell株式会社顧問、株式会社Saccoアドバイザー。2022年一般社団法人エコロジー・カフェ理事長、株式会社カンム取締役。